# Get Down (You're the One for Me)
Get Down (You're the One for Me) è un brano della band statunitense Backstreet Boys, estratto come terzo singolo dal loro album di debutto Backstreet Boys e pubblicato il 30 aprile 1996. Il brano possiede parti rap cantate dal rapper  Smooth T e da AJ McLean.  Vinse il premio MTV Select agli MTV Europe Music Awards 1996.

## Tracce

### CD1
1. Get Down (You're the One for Me) [LP Edit - No Rap] - 3:33
2. Get Down (You're the One for Me) [Dezign Radio I] - 3:58
3. Get Down (You're the One for Me) [CL Vocal Journey Radio Edit] - 4:21
4. Get Down (You're the One for Me) [Markus Plastik Vocal Radio Edit] - 4:02
5. Get Down (You're the One for Me) [Dezign Dub Radio Edit] - 5:11

### CD2
1. Get Down (You're the One for Me) [LP Edit - No Rap] - 3:33
2. Get Down (You're the One for Me) [Dezign Radio II] - 3:53
3. Album Medley (Backstreet Boys Present...) - 6:57

## Video
Nel video della canzone, girato da Alan Calzatti, i 5 ragazzi ballano e cantano su una piattaforma circolare e intorno a loro numerosi piccoli schermi astratti colorati di blu, dove all'interno ci sono ragazzi e ragazze che ne emulano la coreografia.

## Premi
| Anno | Cerimonia               | Categoria  | Esito           |
| ---- | ----------------------- | ---------- | --------------- |
| 1996 | MTV Europe Music Awards | MTV Select | Vincitore/trice |

## Classifiche
| Classifica (1996)                | Posizione più alta |
| -------------------------------- | ------------------ |
| Australian ARIA Singles Chart    | 44                 |
| Austrian Singles Chart           | 4                  |
| Begium (Flanders) Singles Chart  | 5                  |
| Belgium (Wallonia) Singles Chart | 5                  |
| Dutch Singles Chart              | 3                  |
| Finnish Singles Chart            | 18                 |
| French Singles Chart             | 15                 |
| German Singles Chart             | 5                  |
| Irish Singles Chart              | 19                 |
| New Zealand RIANZ Singles Chart  | 34                 |
| Swedish Singles Chart            | 17                 |
| Swiss Singles Chart              | 7                  |
| UK Singles Chart                 | 14                 |
| U.S. Billboard Hot 100           | 10                 |